# Коломбот
Коломбо́т (фр. Colombotte) — коммуна во Франции, находится в регионе Франш-Конте. Департамент — Верхняя Сона. Входит в состав кантона Норуа-ле-Бур. Округ коммуны — Везуль.
Код INSEE коммуны — 70164.

## География
Коммуна расположена приблизительно в 320 км к юго-востоку от Парижа, в 55 км северо-восточнее Безансона, в 11 км к северо-востоку от Везуля.
По территории коммуны протекает река Колонбина.

## Население
Население коммуны на 2010 год составляло 59 человек.
| 1962 | 1968 | 1975 | 1982 | 1990 | 1999 | 2010 |
| ---- | ---- | ---- | ---- | ---- | ---- | ---- |
| 63   | 53   | 43   | 37   | 49   | 48   | 59   |

## Экономика
В 2010 году среди 42 человек трудоспособного возраста (15—64 лет) 29 были экономически активными, 13 — неактивными (показатель активности — 69,0 %, в 1999 году было 73,5 %). Из 29 активных жителей работали 28 человек (17 мужчин и 11 женщин), безработной была 1 женщина. Среди 13 неактивных 2 человека были учениками или студентами, 6 — пенсионерами, 5 были неактивными по другим причинам.